# Trichardis cribrata
Trichardis cribrata là một loài ruồi trong họ Asilidae. Trichardis cribrata được Loew miêu tả năm 1858. Loài này phân bố ở vùng nhiệt đới châu Phi.